# Hôtel-Dieu de Montréal
Pour les articles homonymes, voir Hôtel-Dieu.
L'Hôtel-Dieu de Montréal est l'un des premiers hôpitaux d'Amérique du Nord et le deuxième de la Nouvelle-France après l'Hôtel-Dieu de Québec fondé en 1639. Fondé par Jeanne Mance en même temps que la ville de Montréal, le 17 mai 1642, il fut au départ un petit dispensaire dans l'enceinte fortifiée de Ville-Marie, premier nom donné à la ville qui deviendra Montréal.
Le 8 octobre 1645, Jeanne Mance inaugure le premier bâtiment de l'hôpital construit à l'extérieur des palissades dans le Vieux-Montréal. L'Hôtel-Dieu de Montréal fut relocalisé entre 1859 et 1861 près du mont Royal, à l'angle de l'avenue des Pins et de la rue Saint-Urbain.
Le 5 novembre 2017, ses services déménagent au nouveau CHUM et l'hôpital ferme définitivement ses portes après 375 ans de soins au service de la population. Certains bâtiments ont été utilisés par le CHUM jusqu'à la livraison finale de la troisième phase de construction du méga complexe hospitalier inaugurée le 10 juin 2021. D'autres bâtiments ont retrouvé leur vocation le temps de la pandémie de Covid-19 entre 2020 et 2022. Pour autant, l'avenir du deuxième plus vieil hôpital en Amérique du Nord n'est toujours pas confirmé. Cet hôpital est intimement lié à la fondation de Montréal et représente un élément fort du patrimoine religieux au Québec.

## Histoire

### Jeanne Mance
Jeanne Mance a été la première femme européenne à fouler le sol de Ville-Marie. Elle est née le 12 novembre 1606 à Langres en France. Fille de Charles Mance, procureur, et de Cathérine Emonnot, elle est la deuxième d’une famille de 12 enfants. À l'âge de 33 ans, elle ressent une vocation spéciale, celle d'aller aider les missionnaires de la Nouvelle-France.

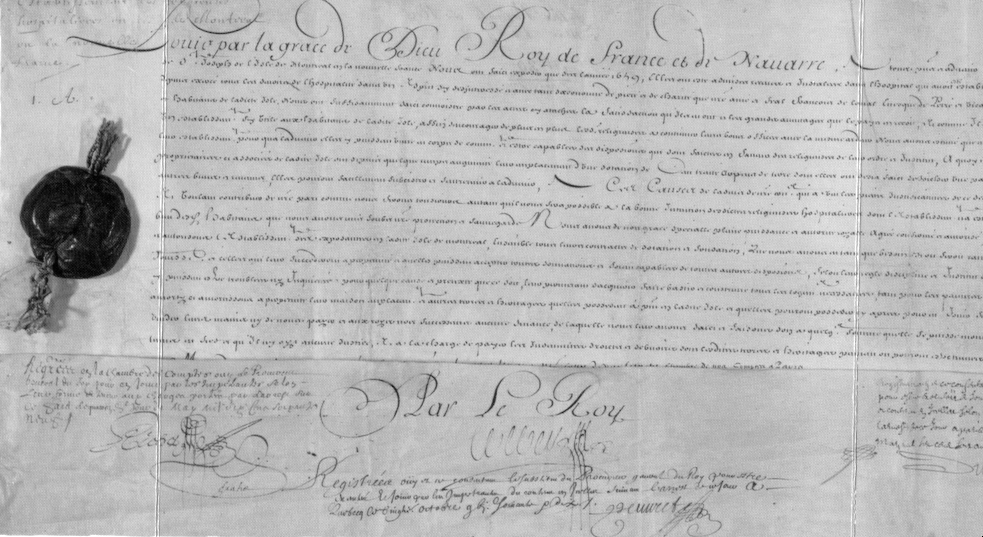
Lettres patentes écrite par Louis XIV exposées au Musée des Hospitalières de l'Hôtel-Dieu de Montréal.

Malgré de nombreuses difficultés, Jeanne Mance arriva pour la première fois à Montréal le 17 mai 1642. Elle sera la première sacristine à dresser l’autel pour la messe célébrée le 18 mai 1642 par R. P. Vimont, S.J. Dès son arrivée, elle fonda (avec Maisonneuve) la société de Notre-Dame de Montréal ; toutefois, il semblerait que la Société de Notre-Dame existait déjà en France avant le départ de Jeanne Mance pour le Canada et que c'est à Paris qu'elle joignit les rangs de cette organisation en compagnie de Paul de Chomedey, sieur de Maisonneuve, ainsi que de Jérôme Le Royer, sieur de la Dauversière et de Pierre Chevrier, baron de Fancamp. En sa qualité de cofondatrice, et d’après les intentions manifestées par monsieur de la Dauversière à La Rochelle, elle s’est vu confier toute la gestion économique et financière de la société. Elle devait y joindre plus tard des soins aux blessés et aux malades français et autochtones.
Mance restera toute sa vie laïque et n’appartient pas à la communauté des Hospitalières de Saint-Joseph. Elle mettra sur pied l’hôpital de Ville-Marie, le premier Hôtel-Dieu de Montréal. C’est le 8 octobre 1645 qu'elle pénètre pour la première fois dans l’hôpital. Elle en sera la seule administratrice pendant 31 ans. Pour fonder l’hôpital, Ville-Marie sera généreusement soutenue financièrement par Angélique Faure de Bullion, qui ne voulait pas que l’on dévoile son identité. L’histoire désigne de Bullion sous le nom de « bienfaitrice inconnue ».

### Premiers édifices
Le 8 octobre 1645, l’hôpital de Ville-Marie était un bâtiment construit en bois et mesurait soixante pieds de long sur vingt-quatre de large. Il comprenait, à l’intérieur, une cuisine et une chambre pour Mance et une autre pour les servantes ainsi que deux pièces pour les malades. Ce premier hôpital servit jusqu’en 1654, alors qu’il fut remplacé par une autre construction plus vaste. On prévoyait construire à ses côtés un petit oratoire de pierre.
En 1659, Louis XIV écrit une lettre qui donne, par la puissance et l’autorité royale, le droit à l’établissement des exposantes en la dite Isle de Montréal. Ainsi, les Hospitalières de l’Hôtel-Dieu professent avec l’autorité royale.

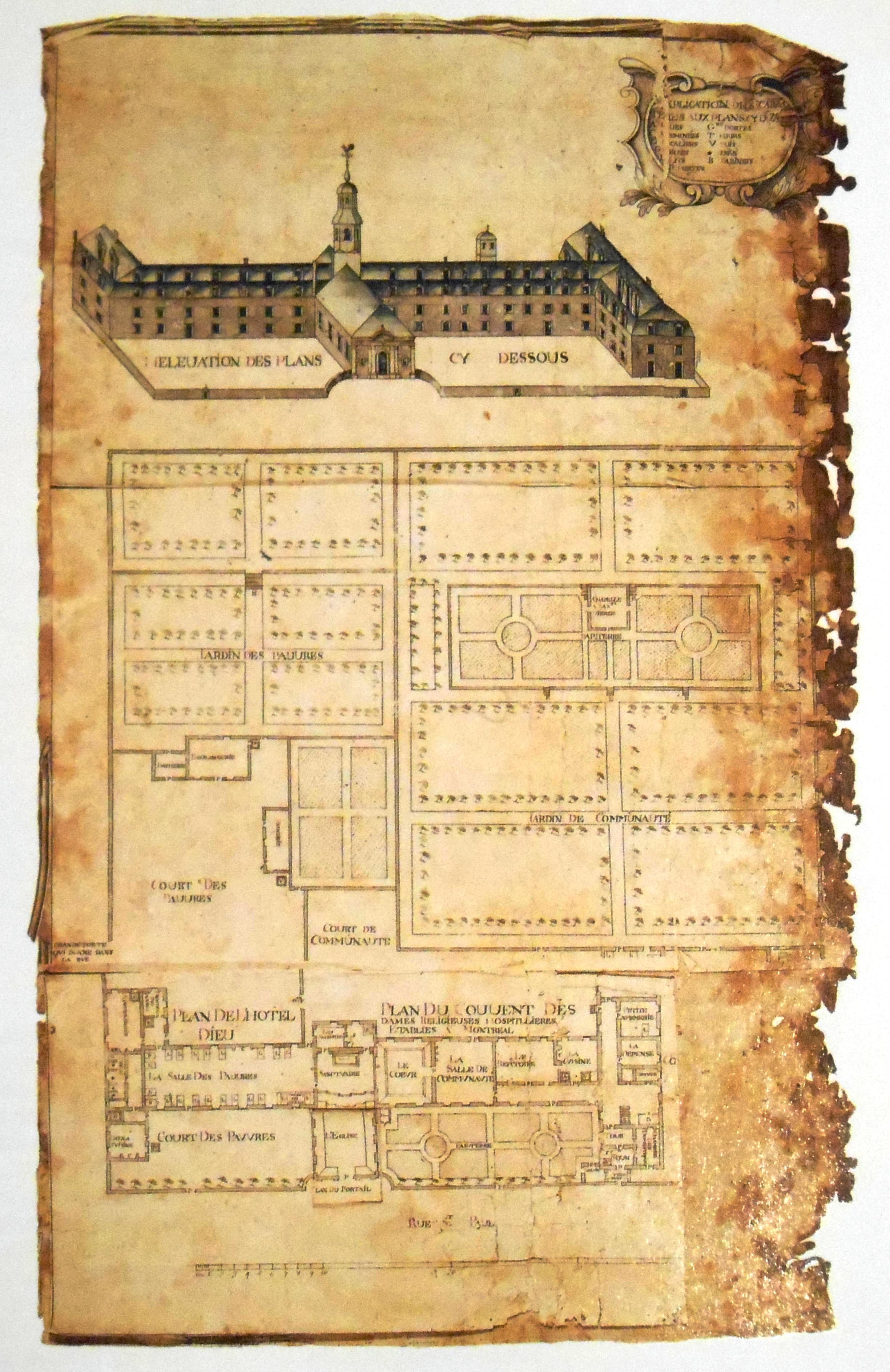
Hôtel-Dieu, 1695
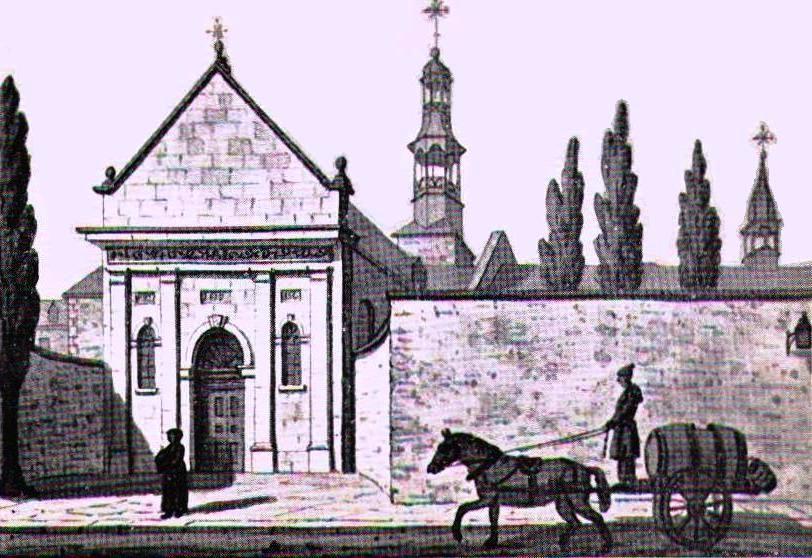
Hôtel-Dieu, rue Saint-Paul, 1826
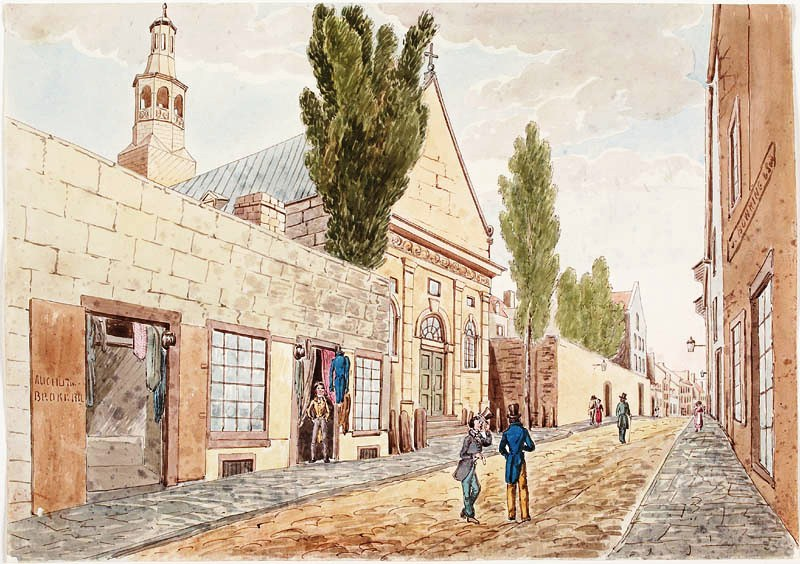
Hôtel-Dieu, 1829
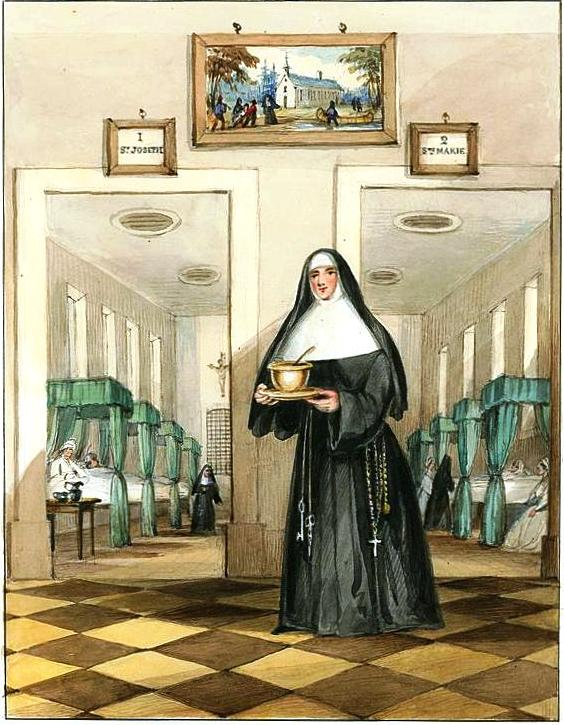
Religieuses de l'Hôtel-Dieu, 1853

## Nouvel hôpital
À la suite du don d'un domaine, les sœurs hospitalières quittent la rue Saint-Paul en 1860, jugeant le nouvel endroit plus propice à la santé des patients. L'architecte Victor Bourgeau est choisi pour la construction du nouvel hôpital sur l'avenue des Pins. Le vaste bâtiment de pierre comprend la maison mère, l'hôpital, un orphelinat et une chapelle surmontée d'un dôme. À l'origine, un mur en pierre et des champs entouraient le domaine, mur qui est encore debout sur une grande partie du quadrilatère.

## Emplacements
- L'Hôtel-Dieu est de nos jours situé dans l'arrondissement du Plateau-Mont-Royal, sur la rue Saint-Urbain. Il est bordé au nord par le parc Jeanne-Mance.
- Le musée des Hospitalières de l'Hôtel-Dieu de Montréal adjacent est sis sur l'avenue des Pins.
- Le site historique de l'Hôtel-Dieu est occupé, de nos jours, par le cours Le Royer. On y retrouve une plaque commémorant l'œuvre de Jeanne Mance.

## Galerie

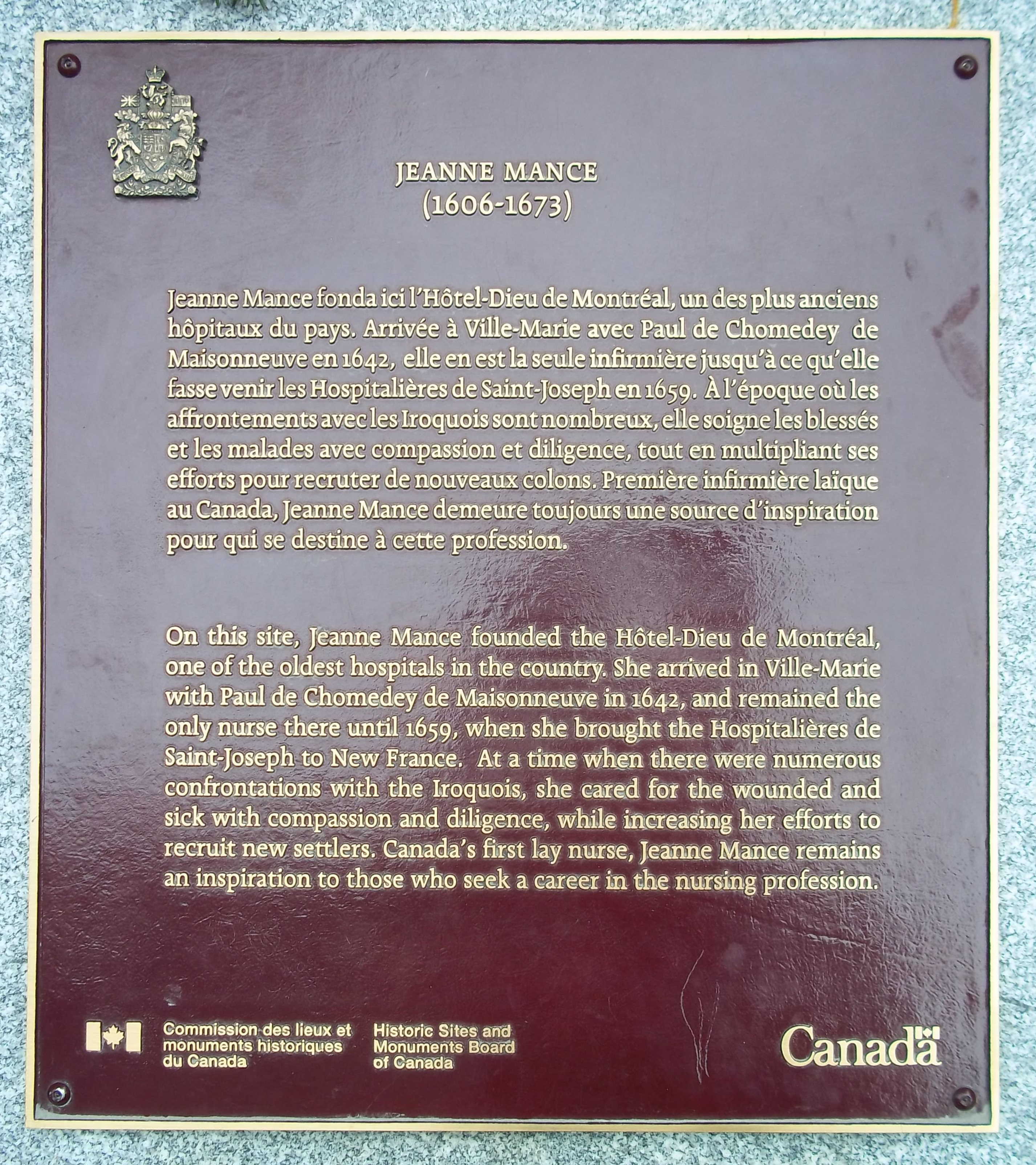
Plaque à l'ancien emplacement, rue Le Royer
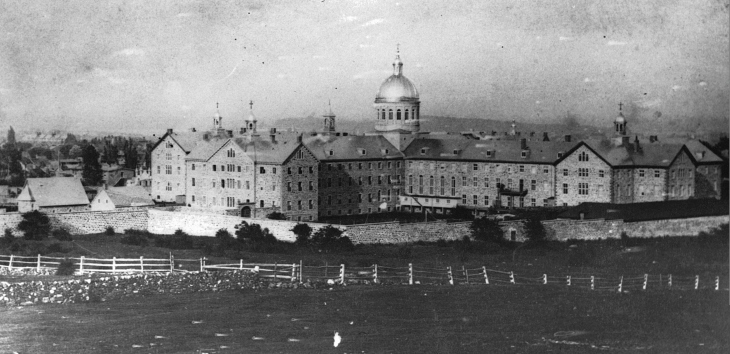
L'hôtel-Dieu actuel photographié vers 1865
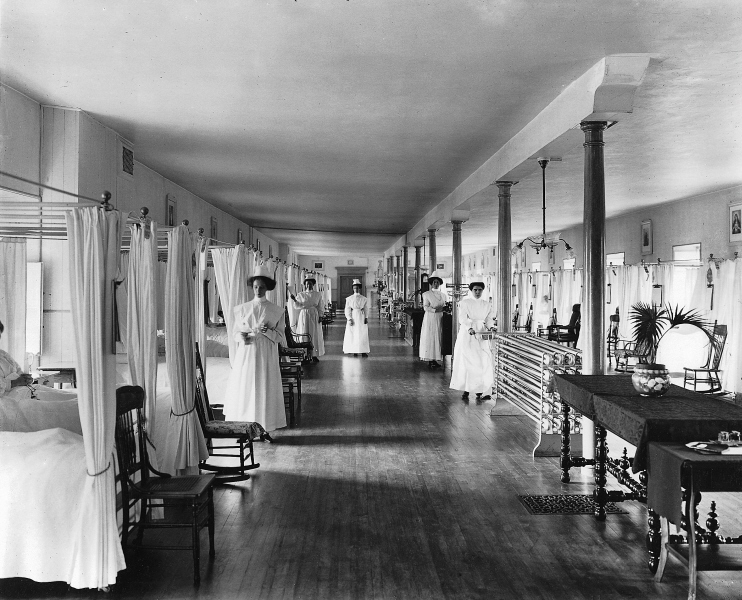
Salle commune, Hôtel-Dieu, Montréal, 1911
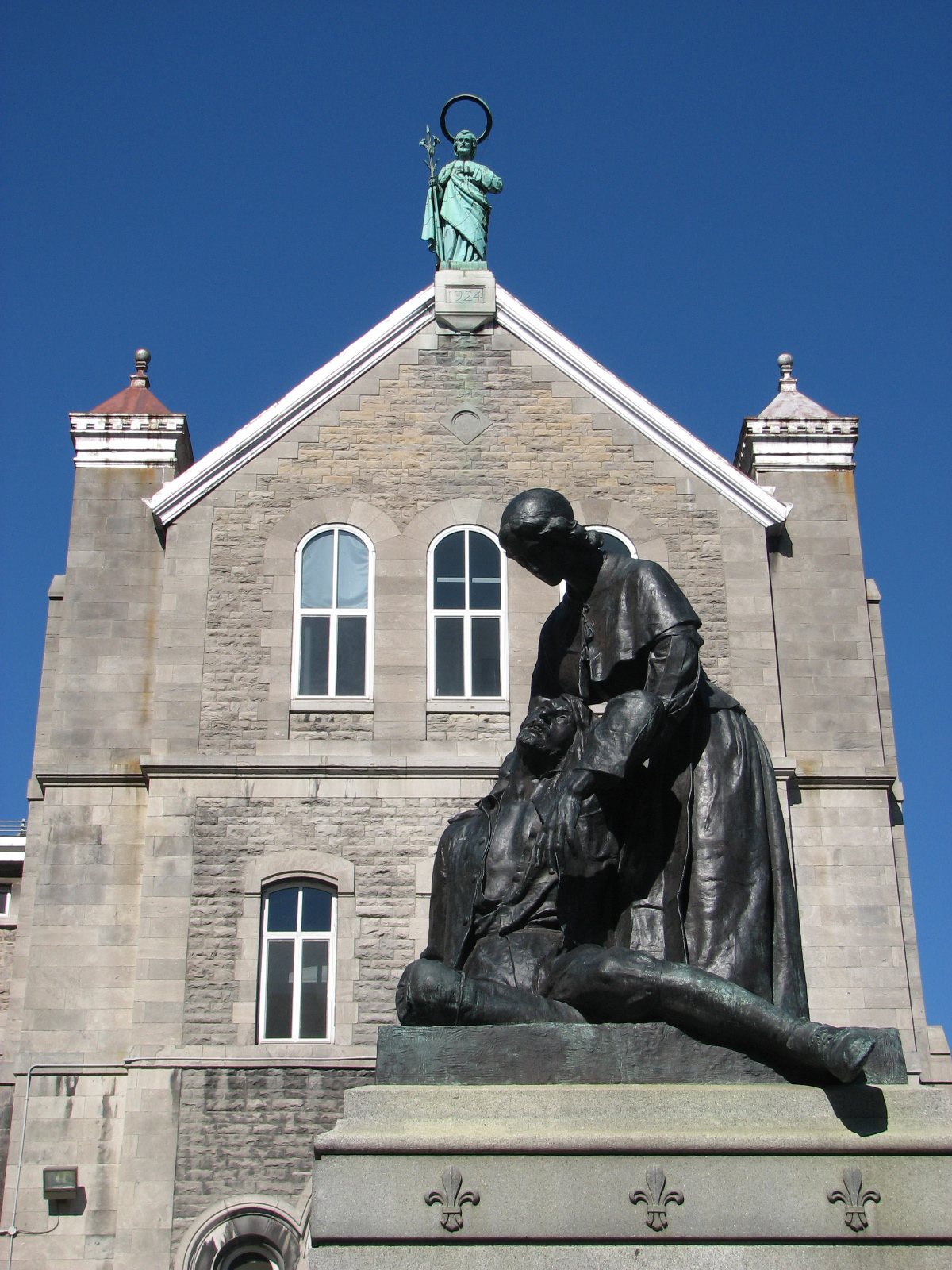
Façade Sud de l'Hôtel-Dieu de Montréal, avec la statue de Jeanne Mance
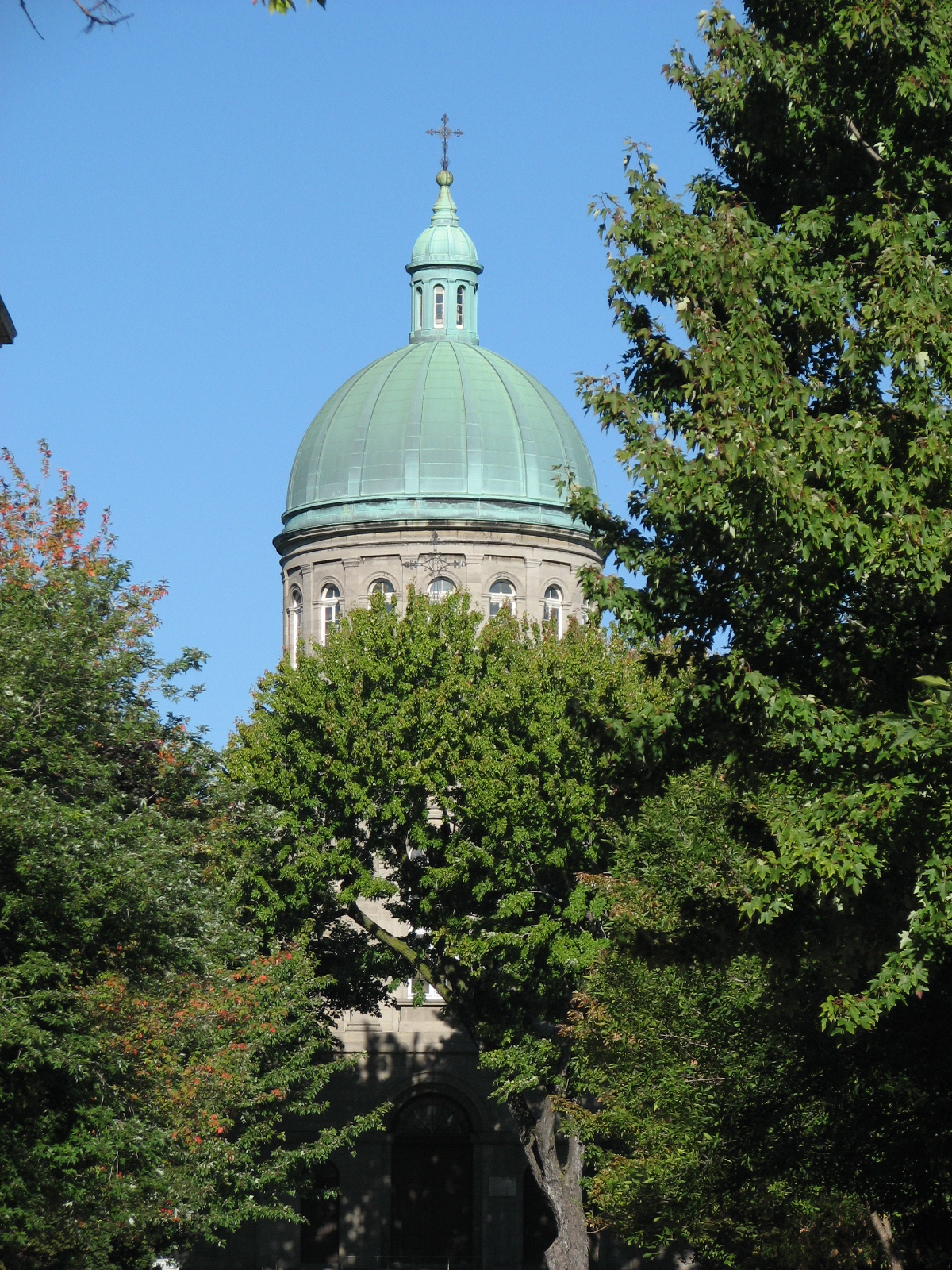
Dôme de la chapelle de l'Hôtel-Dieu
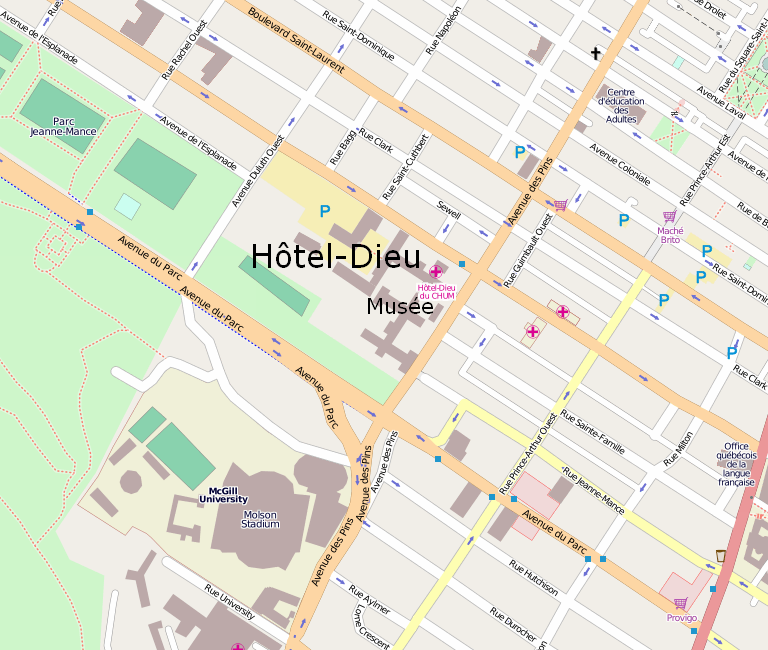
Emplacement actuel de l'Hôtel-Dieu

### Liens externes

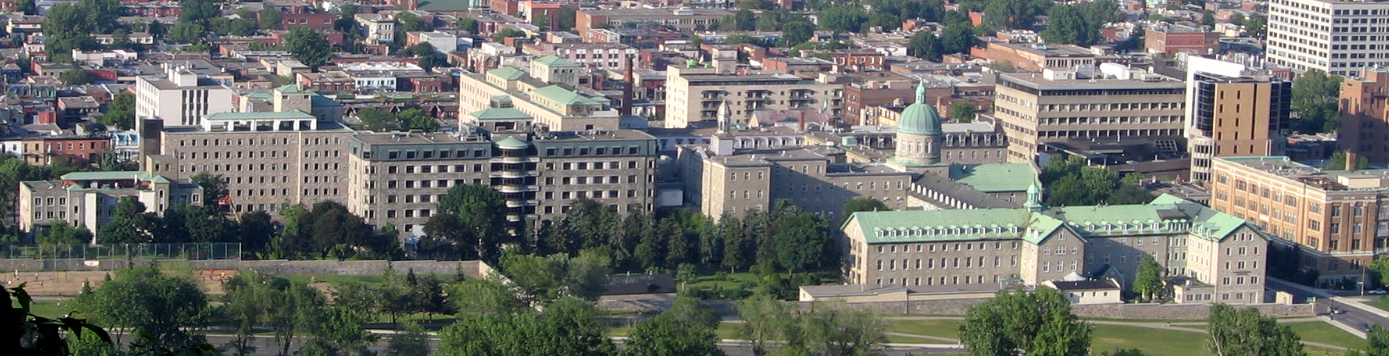
Hôtel-Dieu de Montréal, vu depuis le mont Royal